# Astral Media
Astral Media (seit Mai 2010 nur Astral als Markenname) ist ein großes kanadisches Medienunternehmen. Der Hauptsitz des Unternehmens befindet sich in Montréal, Québec, Kanada. Das Unternehmen ist der größte Radiosenderbetreiber in Kanada. Das Unternehmen betreibt rund 83 Radiosender in acht Provinzen sowie einige Fernsehsender. Astral Media verfügt über große Werbeflächen durch seinen Unternehmensbereich Astral Media Outdoor division und ist der größte Mitbewerber von CBS Outdoor. Das Unternehmen beschäftigt rund 2.800 Mitarbeiter und ist an der Toronto Stock Exchange gelistet.

## Geschichte
Astral entwickelte sich durch ein Fotounternehmen, welches 1961 unter dem Namen Angreen Photo gegründet wurde. Das Unternehmen wurde von den Greenberg-Brüdern aus Montréal gegründet. Im Jahre 1967 kauften die Brüder Bildrechte der damaligen Expo in Montréal, was zu einem rasanten Wachstum des Unternehmens auf rund 125 Filialen führte. Das Unternehmen kaufte die Pathé-Humphries motion picture lab, was zu weiterem Wachstum führte. Kurze Zeit später wurde das Unternehmen in Astral Bellevue Pathé und später in AstralTech umbenannt. 1973 begann das Unternehmen mit der Vervielfältigung von Videokassetten unter dem damaligen Unternehmensnamen Astral Bellevue Pathé Limited. Das Unternehmen produzierte auch eigene Film/Fernsehfilme sowie Serien. 1983 übernahmen die Greenberg-Brüder zwei Pay-TV-Fernsehnetzwerke (heute bekannt als The Movie Network und Super Écran). Die folgenden Jahre erfolgte der Ausbau des Fernsehnetzwerks auf weitere Sender. Im Februar 2000 wurde das Unternehmen von Astral Communications in den heutigen Namen umbenannt. Im März 2012 kündigte Bell Canada die vollständige Übernahme von Astral Media für 3,38 Milliarden Kanadischer Dollar an, die im Juli 2013 abgeschlossen wurde.

## Geschäftsbereiche

### Rundfunk
Das Unternehmen betreibt 83 Radiosender in acht Provinzen, dazu gehören (Auswahl):
| Stadt/Provinz                | Branding             | Frequenz | Format    |
| ---------------------------- | -------------------- | -------- | --------- |
| Calgary, Alberta             | Virgin Radio Calgary | 98.5 FM  | Top40/Mix |
| Vancouver, British Columbia  | Virgin 95.3FM        | 95.3FM   | Top40     |
| Salmon Arm, British Columbia | EZ Rock 91.5FM       | 91.5FM   | Rock      |
| Winnipeg, Manitoba           | Hot103               | 103.1FM  | Top40     |
| Fredericton, New Brunswick   | 105FM Fox            | 105.3FM  | Rock      |
| Bathurst, New Brunswick      | Max 104.9            | 104.9FM  | Mix       |
| Truro, Nova Scotia           | 99.5 Cat Country     | 99.5FM   | Country   |
| Grand Falls, New Brunswick   | K93                  |          | Mix       |

### Fernsehsender
- The Movie Network
- Canal D
- Historia
- Teletoon (50/50 %-Anteil mit Corus Entertainment)
- Mpix
- MusiMax
- MusiquePlus
- Disney XD
- Disney Junior
- Canal Vie
- Cinépop
- ViewersChoice
- VRAK.TV
- Ztélé

### Astral Media Outdoor
Astral Media Outdoor (auch Out of Home) ist ein Geschäftsbereich des Unternehmens, welches Werbeflächen vermarktet. Das Unternehmen verfügt über 9.500 Werbeflächen, die sich im gesamten Land verteilen und sich an vielfrequentierten Lagen befinden.